# Praxis (bướm đêm)
Praxis là một chi bướm đêm thuộc họ Noctuidae.

## Các loài
- Praxis aterrima Walker, 1856
- Praxis difficilis Walker, [1858]
- Praxis dirigens Walker, 1858
- Praxis edwardsii Guenée, 1852
- Praxis limbatis Strand, 1924
- Praxis marmarinopa Meyrick, 1897
- Praxis pandesma Lower, 1902
- Praxis porphyretica Guenée, 1852